# Ludwig Franz von Breitenbauch
Ludwig Franz von Breitenbauch (* 5. Dezember 1797 in Wurzen; † 4. Januar 1881 in Ludwigshof bei Ranis) war königlich-preußischer Kammerherr, Geheimer Regierungsrat, Landrat des Kreises Ziegenrück und Landtagsabgeordneter.

## Leben
Er stammte aus dem thüringischen Adelsgeschlecht Breitenbauch. Die von Hans Georg von Breitenbauch (1601–1633) gebildete II. Linie wurde durch ihn fortgesetzt.
Wie zwei seiner Vorfahren wurde auch er Landrat des preußischen Kreises Ziegenrück im Regierungsbezirk Erfurt der preußischen Provinz Sachsen, in dem sich die im Familienbesitz befindliche Burg Ranis befand.
Als Abgeordneter vertrat er den Kreis Ziegenrück auf dem Landtag der preußischen Provinz Sachsen, der sich regelmäßig in Merseburg traf.
Auf der Burg Brandenstein heiratete Ludwig Franz von Breitenbauch am 25. April 1830 Pauline Karoline Albertine von Breitenbauch, die aus der Brandensteiner Linie seiner Familie stammte und von 1808 bis 1883 lebte.
Ludwig Franz verbesserte die Wirtschaftlichkeit des Besitzes, indem er die Vorburg der Burg Ranis abriss und im Tal einen neuen Hof errichtete, den er Ludwigshof nannte. Prägend sind das italienische Gutshaus sowie die auch oben befahrbaren Scheunen.
Sein ältester Sohn war Arthur von Breitenbuch (1831–1909), preußischer Kammerherr und Landrat des Kreises Ziegenrück.